# Borislava Borisova
Pour les articles homonymes, voir Borisova.
Borislava Borisova est une joueuse d'échecs bulgare puis suédoise née le 27 février 1951 à Popovo en Bulgarie. Elle a le titre de maître international féminin depuis 1974.

## Biographie et carrière
Maître international féminin depuis 1974, Borislava Borisova remporta le championnat de Bulgarie d'échecs en 1976.
À la fin des années 1970, le cycle des candidates au championnat du monde d'échecs féminin, comprenait plusieurs étapes. Borislava Borisova finit dixième (sur 18 participantes) du  tournoi zonal féminin d'Europe de l'Ouest disputé à Wijk aan Zee en 1973, puis elle remporta  le tournoi zonal féminin d'Europe de l'Ouest disputé à Tel-Aviv en 1978, ce qui la qualifiait pour le tournoi interzonal disputé l'année suivante. En 1979, elle marqua 8 points sur 16 en 1979 au tournoi interzonal féminin à Rio de Janeiro et finit à la dixième place sur 17 joueuses.
En 1982, elle finit troisième du tournoi zonal et participa au tournoi interzonal à Bad Kissingen où elle marqua 4,5 points en 15 parties et finit douzième parmi le quinze participantes.
Elle représenta la Suède à sept olympiades d'échecs féminines disputées entre 1978 et 1994 jouant deux fois au premier échiquier de la Suède (en 1978, 1980), puis cinq fois au deuxième échiquier (elle jouait derrière Pia Cramling en 1982, 1984 et 1988). Lors de l'Olympiade d'échecs de 1978, elle marqua 8,5 points en 13 parties au premier échiquier (avec des victoires sur la Polonaise Hanna Ereńska-Radzewska, l'Américaine Diane Savereide et la néerlandaise Alexandra Nicolau-van der Mije et remporta la première place de la finale B avec l'équipe de Suède.
Lors de l'Olympiade d'échecs de 1992, elle marqua 8 points sur 12 au deuxième échiquier et remporta la médaille de bronze individuelle au deuxième échiquier.